# Каролина (Пуэрто-Рико)
Кароли́на (исп. Carolina) — муниципалитет на северо-востоке острова Пуэрто-Рико, один из 78 муниципалитетов государства.
Население — 154 815 человек (2020 г).
Основано поселение было в 1816 году под наименованием Трухильо-Бахо в честь испанского Трухильо. В 1857 году город был переименован в Сан-Фернандо-де-ля-Каролина.

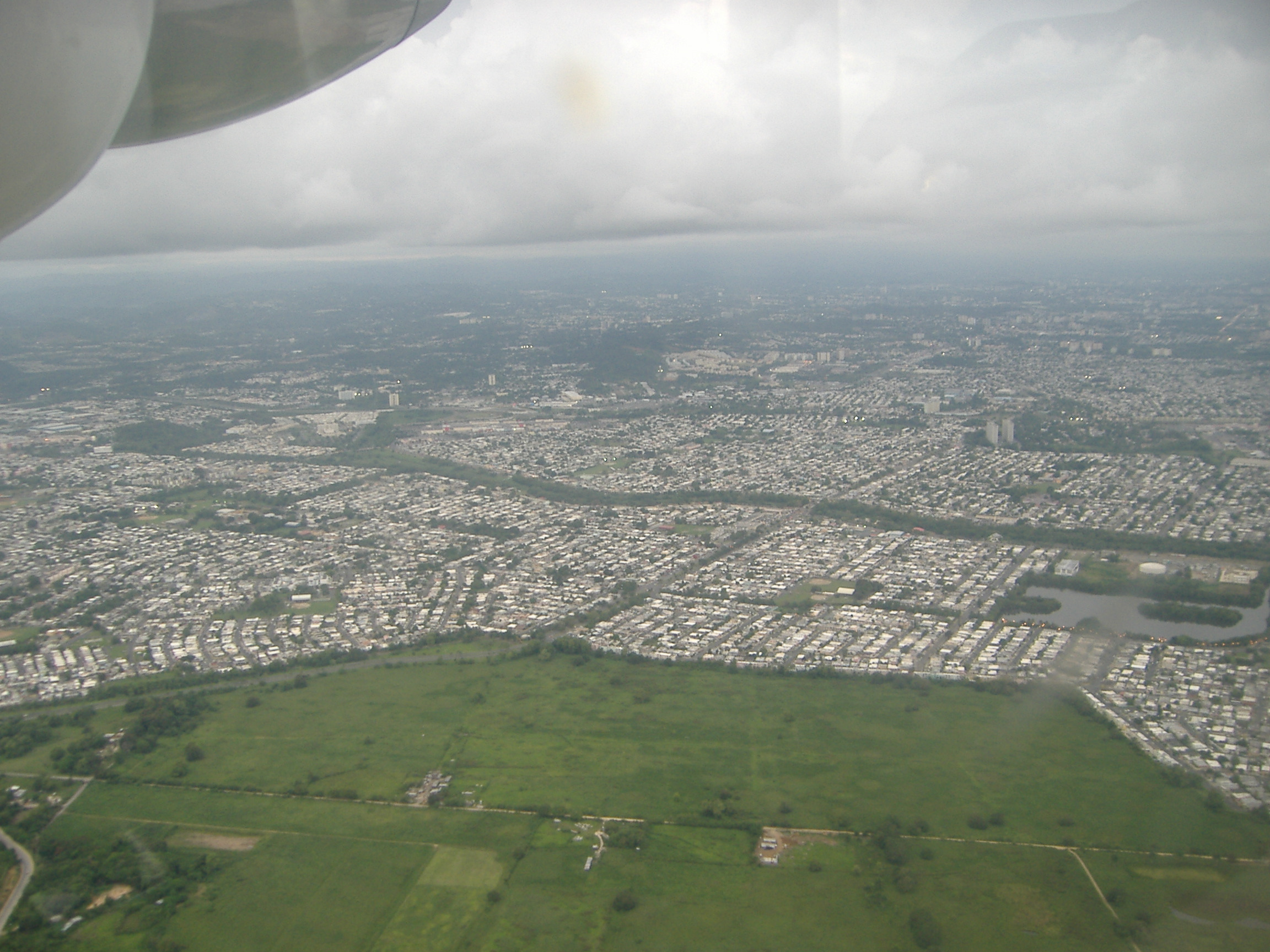
Каролина с высоты птичьего полёта

Основа экономики — химическая промышленность, производство медицинского оборудования и туризм.
Среди известных жителей города — поэтесса Хулия де Бургос, первый губернатор-уроженец Пуэрто-Рико Хесус Торибио Пиньеро Хименес, боксёры Кермит Синтрон и Эстебан Де Хесус.